# Friedensstifter (Vermittler)
Friedensstifter sind Menschen, die zur Vermittlung in Konflikten beitragen. Nachdem der Begriff Frieden sehr unterschiedlich definiert wird, überträgt sich diese Eigenheit auch auf jene Personen, die ihn fördern. Der engere Begriff für Frieden bedeutet die Abwesenheit von Krieg zwischen Staaten oder Völkern. In diesem Sinne verhindern Friedensstifter einen Krieg oder sie unterstützen dabei, ihn beizulegen. Ausgehend von der Agenda für den Frieden der  Vereinten Nationen haben sich zwei grundsätzliche Vorgehensweisen für Friedensstifter in diesem Sinne herausgebildet: Peacebuilding als langfristiger Prozesses zur Befriedigung aller betroffenen Parteien und Peacemaking als aktiver Versöhnungsprozess in einem speziellen Konflikt.

## Historische Analyse von Friedensstiftern
Die Beurteilung der Arbeit von Friedensstiftern steht vor vielfältigen Herausforderungen:
- Die oftmals vertraulichen Aktivitäten der Friedensstifter sind nicht immer leicht als solches erkennbar.
- Auch eine erfolgreiche Friedensstiftung hat nicht immer direkt messbare Konsequenzen.
- Die Gewichtung unterschiedlicher, komplexer Einflüsse auf einen Friedensprozess ist oft schwer zugänglich.
- Es existieren unterschiedliche Vorstellungen von Frieden zwischen den Theoretikern und den Praktikern.

## Widerspruch zwischen Friedfertigen und Friedensstifter
In unserer heutigen Sprache ist der Friedfertige nicht gleichzeitig ein Friedensstifter. Friedfertigen wird nicht zugetraut, dass sie wirksam Frieden stiften können. Konflikte sind in zwischenmenschlichen Beziehungen unvermeidlich. Daher ist die streitbare Auseinandersetzung ein Mittel der Konfliktlösung. Der Friedfertige ist dazu nicht in der Lage, weil er sich unterwirft. Er reagiert passiv auf die Geschehnisse der Welt. Im Gegensatz dazu betreibt der Friedensstifter aktiv Konfliktlösung und trägt daher zur Neuordnung bei.
Auch bei der Interpretation der Bibel tritt dieser Widerspruch sprachlich hervor. So heißt es in der deutschen Version der Bergpredigt (Mt 5,9) nach  Martin Luther 1984: „Selig sind die Friedfertigen, denn sie werden Gottes Kinder heißen.“ Er übersetzte das im griechischen Text des Neuen Testaments (NT) genutzte Wort εἰρηνοποιοί (nom. mas. pl. eirénopoioi von gr. "eiréné" Frieden und "poieó" machen) mit „friedfertig“. Andere Übersetzungen (beispielsweise Elberfelder, Züricher, Neue Genfer Übersetzung) übersetzen hier Friedensstifter. In der neu überarbeiteten Lutherübersetzung 2017 heißt es dann auch "Selig sind, die Frieden stiften". Ursprünglich waren „eiréno-poioí“ Personen, die da, wo Menschen entzweit sind, Versöhnung und Frieden zwischen ihnen schaffen.

## Friedensstifter mit Auszeichnung
Es gibt eine umfangreiche Liste von Friedenspreisen, die an regionale und internationale Friedensstifter vergeben werden. Der bekannteste Preis in dem Zusammenhang ist der einmal jährlich vergebene Friedensnobelpreis. Entsprechend dem testamentarischen Wunsche von Alfred Nobel wird der Preis an jenen Menschen verliehen, der am meisten oder am besten für die Verbrüderung der Völker gewirkt hat, für die Abschaffung oder Verminderung der stehenden Heere sowie für die Bildung und Verbreitung von Friedenskongressen. Die Liste der Friedensnobelpreisträger beginnt mit der Auszeichnung von Henry Dunant im Jahr 1901.
Darüber hinaus gibt es eine Vielfalt an regionalen staatlichen, militärischen oder religiösen Auszeichnungen für Menschen mit einem besonderen humanitären Engagement im Einsatz für den Frieden. Orden und Ehrenzeichen vergaben Institutionen in der Geschichte bislang vorrangig für besondere militärische und politische Leistungen, aufgrund von Verdiensten wie Tapferkeit, an Lebensretter bzw. an Beamte. Erwähnenswert sind hier auch jene Menschen, die maßgeblich zu nachweislichen Friedensverträgen beigetragen haben.